# Józef Gomółka
Józef Gomółka (ur. 17 września 1939 w Gostwicy, zm. 18 września 2004 w Poznaniu) – pułkownik dyplomowany pilot SZ PRL i SZ RP, publicysta i attaché wojskowy, były redaktor naczelny Przeglądu Wojsk Lotniczych i Obrony Powietrznej.

## Wykształcenie
- od 1959 – Oficerska Szkoła Lotnicza nr 4 w Dęblinie
- do 22 marca 1962 – Oficerska Szkoła Lotnicza nr 5 w Radomiu
- 1972-1975 – Akademia Sztabu Generalnego w Rembertowie

## Przebieg służby wojskowej
- marzec 1962 – pilot eskadry lotnictwa pościgowego w 34 Pułk Lotnictwa Myśliwskiego – Babie Doły
- listopad 1965 – pilot 18 Eskadry Lotnictwa Łącznikowego Marynarki Wojennej
- sierpień 1975 – dowódca 4 Eskadra w 56 Pułku Lotnictwa Wojsk Lądowych w Inowrocławiu
- luty 1976 – zastępca dowódcy 56 Pułku Lotnictwa Wojsk Lądowych w Inowrocławiu
- maj 1976 – październik 1983 – dowódca – 49 Pułk Śmigłowców Bojowych – Pruszcz Gdański
- ? – główny specjalista – Szefostwo Lotnictwa Wojsk Lądowych, Transportowego i Łącznikowego – Dowództwo Wojsk Lotniczych – Poznań
- czerwiec 1986 – marzec 1987 – dowódca Polskiej Lotniczej Eskadry Pomocy Etiopii – Etiopia
- październik 1988 – zastępca szefa – Szefostwo Lotnictwa Wojsk Lądowych, Transportowego i Łącznikowego – Dowództwo Wojsk Lotniczych – Poznań
- sierpień 1989 – lipiec 1991 – p.o. Attaché wojskowego przy Ambasadzie PRL / RP w Pjongjang (Koreańska Republika Ludowo-Demokratycznej)
- 1992–1995 – redaktor naczelny Przeglądu Wojsk Lotniczych i Obrony Powietrznej w Poznaniu
- ? – starszy specjalista Szefostwa Lotnictwa Wojsk Lądowych i Transportowego
- wrzesień 1996 – szef Zespołu ds. Struktury Dowodzenia Lotnictwem w Dowództwie Wojsk Lądowych w Warszawie
- marzec 1997 – wrzesień 1997 – zastępca szefa Wojsk Aeromobilnych Dowództwa Wojsk Lądowych w Warszawie.

## Awanse
- podporucznik – 22 marca 1962
- porucznik –
- kapitan –
- major –
- podpułkownik –
- pułkownik –

## Odznaczenia i ordery
- Złoty Krzyż Zasługi – 1978
- Krzyż Kawalerski Orderu Odrodzenia Polski – 1985
- Medal „Siły Zbrojne w Służbie Ojczyzny”
- Medal Za zasługi dla obronności kraju
- Zasłużony Pilot Wojskowy – 1987